# 予土線
予土線（よどせん）は、高知県高岡郡四万十町の若井駅から愛媛県宇和島市の北宇和島駅に至る、四国旅客鉄道（JR四国）の鉄道路線（地方交通線）である。
愛媛県（旧伊予国）南西部の南予地方と高知県（旧土佐国）西部を走る、両県を直接結ぶ唯一の鉄道路線で、愛媛県側で予讃線と、高知県側で土佐くろしお鉄道中村線と接続している。高知県内では四万十川の上流部に沿って走る路線であることから、「しまんとグリーンライン」の愛称が与えられている。
なお、土佐くろしお鉄道中村線からの分岐点は正確には若井駅ではなく中村線の若井駅 - 荷稲駅間にある川奥信号場で、若井駅 - 川奥信号場間は土佐くろしお鉄道中村線にも属する重複区間となっている。また、当路線各駅の駅ナンバリングは番号部分に限り、土讃線の高知駅からの通し番号になっている。

## 路線データ
- 管轄（事業種別）：四国旅客鉄道（第一種鉄道事業者）
- 建設主体：日本鉄道建設公団（現 独立行政法人 鉄道建設・運輸施設整備支援機構）(江川崎駅から若井駅まで)
- 路線距離（営業キロ）：76.3km
- 軌間：1067mm
- 駅数：20（起終点駅含む）
  - 予土線所属駅に限定した場合、終点の北宇和島駅（予讃線所属[3]）が除外され、19駅となる。なお、起点の若井駅はかつて中村線所属[3]であったが、同線が土佐くろしお鉄道へ転換されたため、JRの駅としては予土線所属となる。
- 複線区間：なし（全線単線）
- 電化区間：なし（全線非電化）
- 閉塞方式[4]
  - 若井駅 - 川奥信号場：自動閉塞式
  - 川奥信号場 - 北宇和島駅：特殊自動閉塞式（軌道回路検知式）
- 交換可能駅・信号場：6（川奥信号場、土佐大正駅、江川崎駅、吉野生駅、近永駅、伊予宮野下駅）
- 最高速度：
  - 若井駅 - 川奥信号場間 110km/h
  - 川奥信号場 - 江川崎駅間 85km/h
  - 江川崎駅 - 北宇和島駅間 65km/h
- 最急勾配：30‰（標準勾配としては 26.1‰＝北宇和島駅 - 務田駅間）[5]
- 最小曲線半径：160m

### 利用状況

#### 平均通過人員
各年度の平均通過人員（人/日）は以下のとおりである。
| 年度                   | 平均通過人員（人/日） | 出典   |
| 年度                   | 北宇和島 - 若井       | 出典   |
| ---------------------- | --------------------- | ------ |
| 1989年度（平成元年度） | 575                   | [ 6 ]  |
| 2011年度（平成23年度） | 252                   | [ 7 ]  |
| 2012年度（平成24年度） | 276                   | [ 6 ]  |
| 2013年度（平成25年度） | 268                   | [ 6 ]  |
| 2014年度（平成26年度） | 291                   | [ 6 ]  |
| 2015年度（平成27年度） | 307                   | [ 8 ]  |
| 2016年度（平成28年度） | 333                   | [ 8 ]  |
| 2017年度（平成29年度） | 340                   | [ 9 ]  |
| 2018年度（平成30年度） | 312                   | [ 9 ]  |
| 2019年度（令和元年度） | 301                   | [ 9 ]  |
| 2020年度（令和02年度） | 205                   | [ 10 ] |
| 2021年度（令和03年度） | 195                   | [ 11 ] |
| 2022年度（令和04年度） | 220                   | [ 12 ] |
| 2023年度（令和05年度） | 150                   | [ 13 ] |

#### 収支・営業係数
各年度の収支（営業収益、営業費、営業損益）、営業係数は以下のとおりである。営業係数は共通費を含んだ金額であり、2022年度（令和4年度）は営業費と営業損益についても、共通費を含んだ金額が開示されている。▲はマイナスを意味する。
| 年度                   | 収支（百万円） | 収支（百万円） | 収支（百万円） | 営業 係数 （円） | 出典   |
| 年度                   | 営業 収益      | 営業費         | 営業 損益      | 営業 係数 （円） | 出典   |
| ---------------------- | -------------- | -------------- | -------------- | ---------------- | ------ |
| 2019年度（令和元年度） | 84             | 953            | ▲869           | 1,137            | [ 14 ] |
| 2020年度（令和02年度） | 73             | 1,027          | ▲954           | 1,401            | [ 15 ] |
| 2021年度（令和03年度） | 55             | 975            | ▲920           | 1,761            | [ 16 ] |
| 2022年度（令和04年度） | 63             | 1,085          | ▲1,022         | 1,718            | [ 17 ] |

## 沿線概況
北宇和島駅 - 吉野生駅間は宇和島鉄道という軽便鉄道であった名残から低規格で非常にカーブが多く、この区間の列車は極度に低速である。江川崎駅 - 若井駅間は1970年代に新たに開通した高規格路線で、比較的高速の運転が行われる。
清流四万十川沿いに走る線として有名で、土佐大正駅 - 江川崎駅間は蛇行する四万十川を串刺しにするように線路が敷かれており、進行方向のどちらからでも四万十川を見ることができる。この区間では風景を写真に収める人も多々おり、非常に眺めの良い絶景が続く。毎年5月頃に十川駅前では四万十川の両端で「こいのぼりの川渡し」を見ることができる。江川崎以西は流域に人家の多い支流（広見川）沿いに走るが、川の風情は本流ほどではない。
そのように恵まれた沿線風景を旅客誘致につなげる目的で、国鉄時代の1984年から、トロッコ列車「清流しまんと号」の運行が開始された。国鉄・JRグループとしては最初のトロッコ列車で、以後各地の国鉄・JR線でトロッコ列車が運行されるようになった。
途中にある半家駅（はげえき）は、「ハゲ」に通じるその読み方からクイズ番組などに取り上げられることが多い。「若い（若井）と言われ喜び、ハゲ（半家）と言われて怒り出す。大正（土佐大正）、昭和（土佐昭和）があって、なぁーせ（方言で何故）明治（、平成と続くことも）がない」と地元で謡われている。

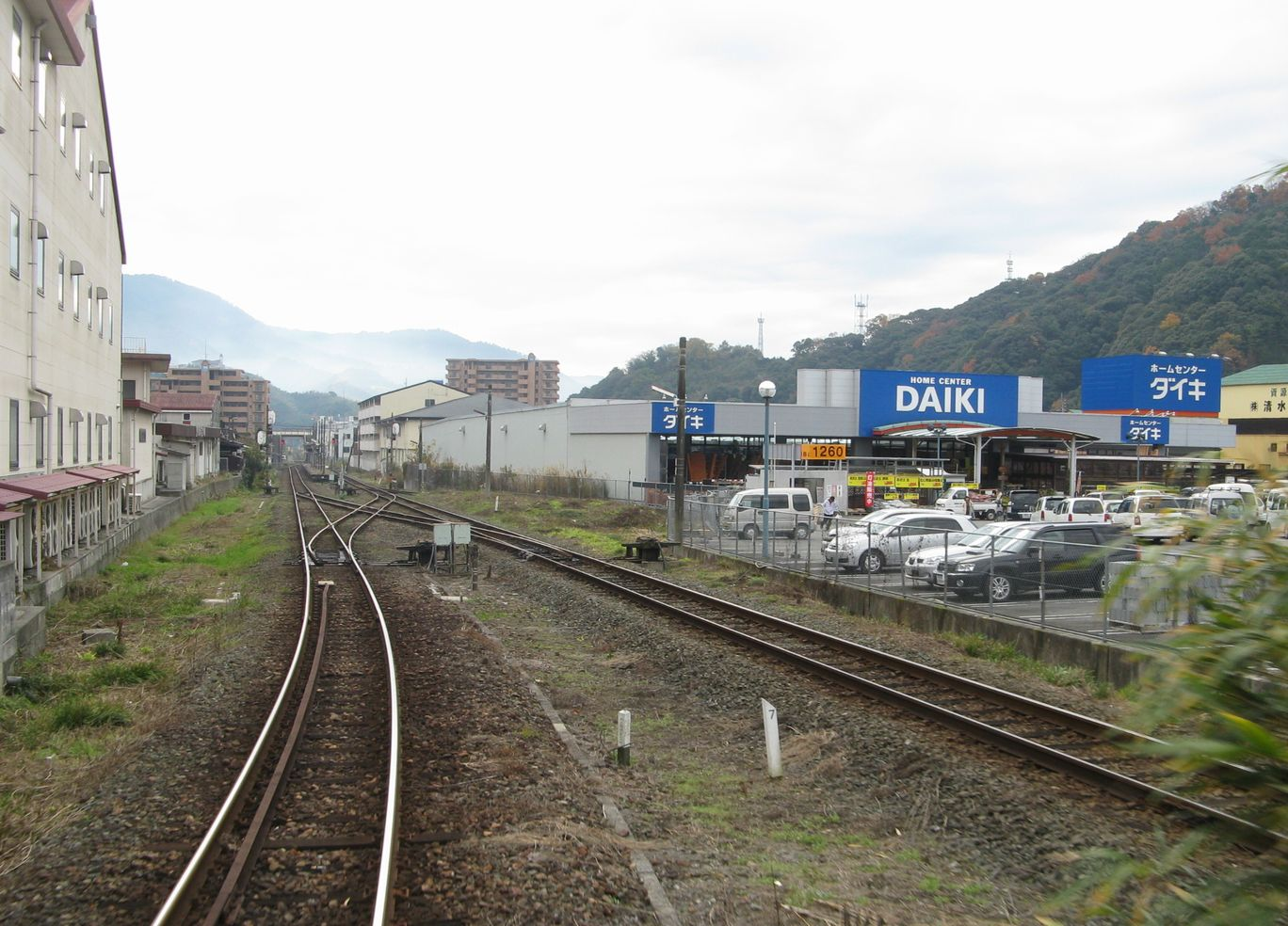
北宇和島駅北方における予讃線（右側）との分岐
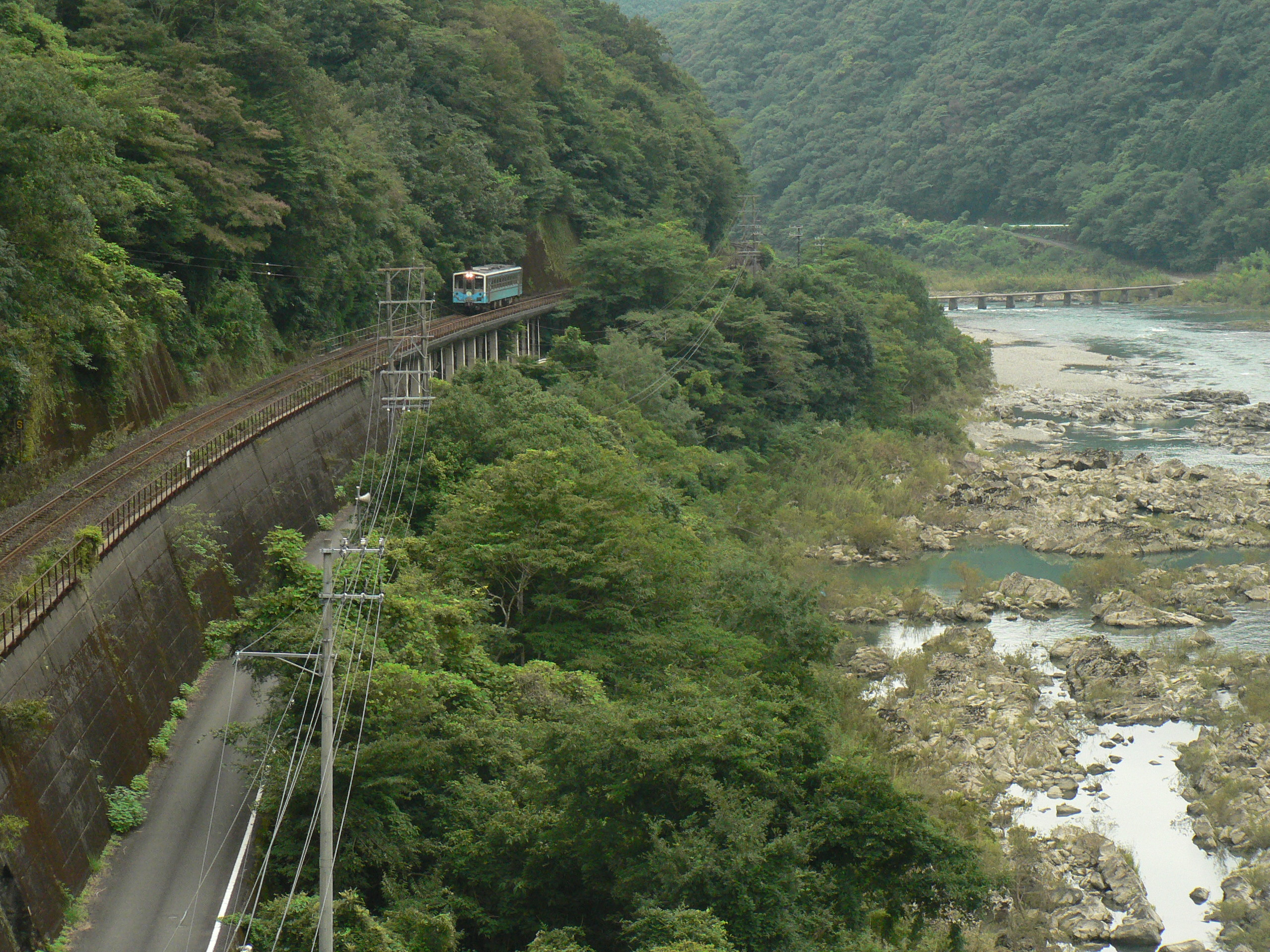
沿線には清流・四万十川が流れる（十川駅―半家駅間）

## 運行形態
幹線交通路からは外れた閑散路線であり、特急列車は運転されておらず、全列車が普通列車かつワンマン運転である。
高知県側からは土讃線窪川駅から列車が発着している。窪川駅発着列車の場合、窪川駅 - 若井駅間は土佐くろしお鉄道中村線であるので、この区間は土佐くろしお鉄道の運賃210円（2024年現在）を別途要する（運行乗務員は中村線内もJR四国の担当）。「青春18きっぷ」の利用期間中は、車内放送で、「青春18きっぷ」で乗り通す旅客は若井駅 - 窪川駅間の運賃が別途必要である旨がアナウンスされる。
全線を走行する窪川駅 - 宇和島駅間の列車が1日4往復あるほか、江川崎駅・近永駅 - 宇和島駅間などに区間運転列車があり、1 - 3時間に1本運行され、宇和島駅からは21時台まで運行されている。
輸送量が少ない事情から、古くは1960年代のキハ02形レールバス、1987年にはキハ32形などの小型気動車が投入された。一時高松駅 - 窪川駅 - 宇和島駅間運転の急行「あしずり」が1往復設定されていたことがあり、予土線内は快速となっていた。直通がなくなってからもしばらくは窪川駅 - 宇和島駅間運転の快速が1往復残っていた時期があり、初期の「清流しまんと号」が宇和島駅から連結されていた。
現在はキハ32形での運用のほか、キハ54形で運用される列車もある。また、2006年5月頃までは宇和島駅 - 江川崎駅間の1往復のみキハ185系（3000番台もしくは3100番台）が運用されたこともあった。
2010年頃より、車両の前面下部に鉄棒が装着されているが、これは沿線で増加するシカとの衝突を想定したもので、車両の下へ巻き込ませないための予防的措置である。
このほか、「しまんトロッコ」「海洋堂ホビートレイン」「鉄道ホビートレイン」（それぞれ次節以降参照）が運行されている。

### トロッコ列車
1984年夏に二軸無蓋貨車のトラ45000形トラ152462を改造し、国鉄初のトロッコ列車として運行開始。以来、春から秋にかけて「清流しまんと号」「清涼しまんと」「四万十トロッコ」「しまんトロッコ」などの名称で運行され続けている。1997年にキクハ32形キクハ32 501も加わり「清流しまんと51・52号」として運転し、トロッコ列車が1日2往復していた時期もあった。なお、貨車改造トロッコに連結される気動車はエンジン出力の大きいキハ54形が充当されている。キクハ32形トロッコに連結される気動車はキハ185系である。
貨車改造トロッコは2013年（平成25年）10月にキハ54形キハ54 4とともに九州旅客鉄道（JR九州）などの車両デザインを手掛けている水戸岡鋭治によってリニューアルされ、黄色のラッピング車体となり現在は「しまんトロッコ」の愛称をつけて運転している 。運行期間は毎年4月から5月と7月から11月までの土曜・休日や大型連休で、1号（窪川駅発宇和島駅行き）・2号（宇和島駅発窪川駅行き）ともに定期普通列車にトロッコ車両を併結して運転されている。トロッコ車両に乗車可能な区間は1号・2号ともに江川崎駅 - 土佐大正駅間で、それ以外の区間は締め切られ回送扱いとなる。また、トロッコ車両は全席指定席のためトロッコ車両に乗車するには指定席券が必要であるが、併結している一般車両は自由席のため、指定席券を購入する際は、乗車区間は1号は土佐大正駅 - 江川崎駅相互間で、2号は江川崎駅 - 土佐大正駅相互間でそれぞれ購入することになる。なお、この定期普通列車は「しまんトロッコ」として運転される日は江川崎駅 - 土佐大正駅間で速度を落として運転するため、途中の半家駅、十川駅、土佐昭和駅では発車時刻が変更される。
トロッコ車両は動力を持たないほかキクハ32形とは異なり運転台も持たないため、先に2号として運用されたあと、窪川駅に到着後は同駅構内にて入替作業が行われ、1号として折り返す際も一般車両の後ろに連結された状態で運行する。車掌が乗務しており、トロッコ車両の乗車区間では観光案内（列車によっては地元の観光ガイドが添乗することもある）のほか記念乗車証の配布などが行われる。
過去は、2013年から暫くの間は予土線の窪川駅 - 宇和島駅間の1往復を臨時列車として運転した。トロッコ車両乗車可能区間は、ダイヤ改正の際に変更になることがあったが、2013年は土佐大正駅→江川崎駅間（1号）と十川駅→土佐大正駅間（2号）であった。2014年からの運転では、全席指定の臨時快速列車となり、トロッコ車両に乗車できるのは、窪川駅→江川崎駅間（1号）と宇和島駅→十川駅間（2号）となった。2016年の運転では、途中停車駅は近永駅、松丸駅、江川崎駅、土佐大正駅のみ、トロッコ車両乗車可能区間は、窪川駅→江川崎駅間（1号）と宇和島駅→土佐大正駅間（2号）となった。

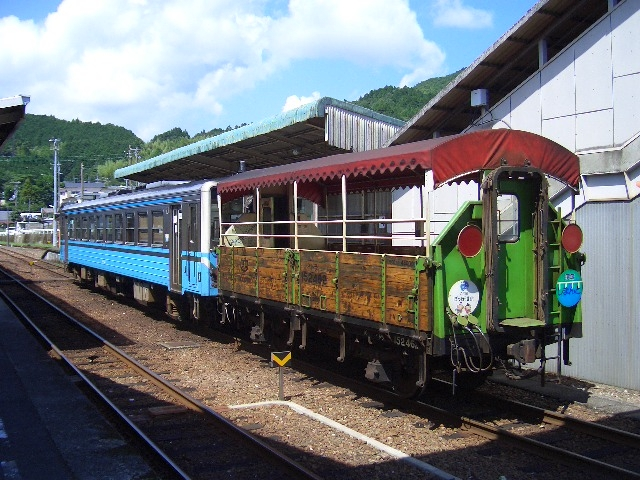
トロッコ列車「清流しまんと号」（窪川駅）
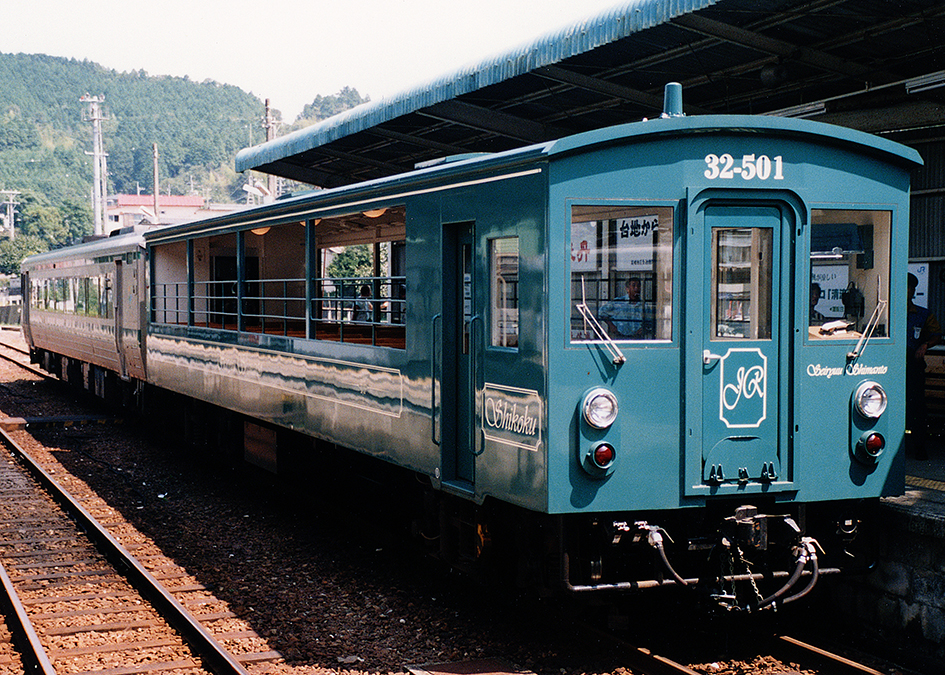
キクハ32 501+キハ185-20「清流しまんと51号」（1997年、窪川駅）
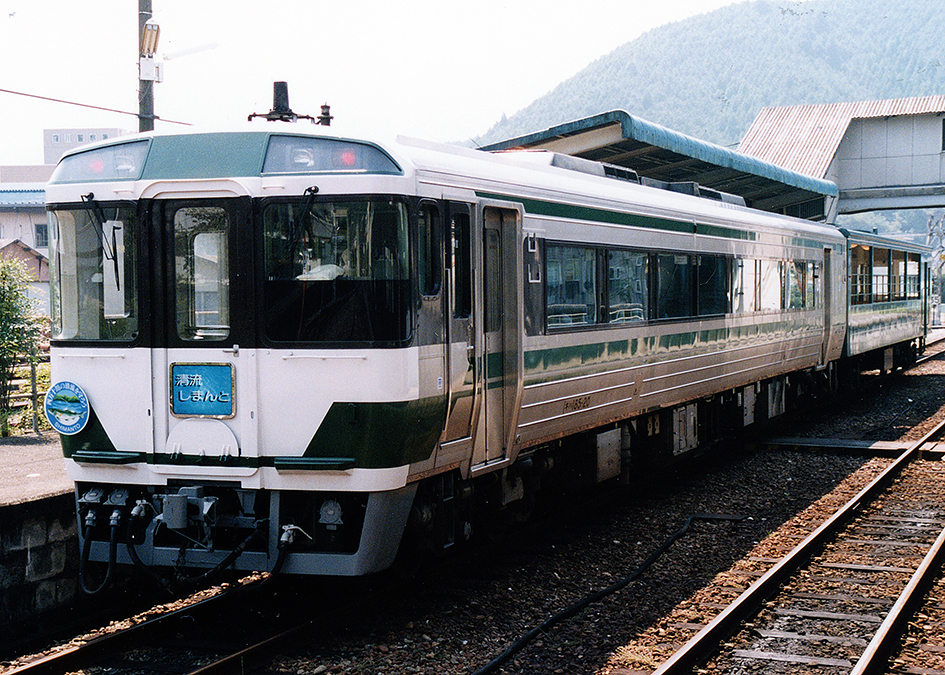
キハ185-20+キクハ32 501「清流しまんと51号」（1997年、窪川駅）
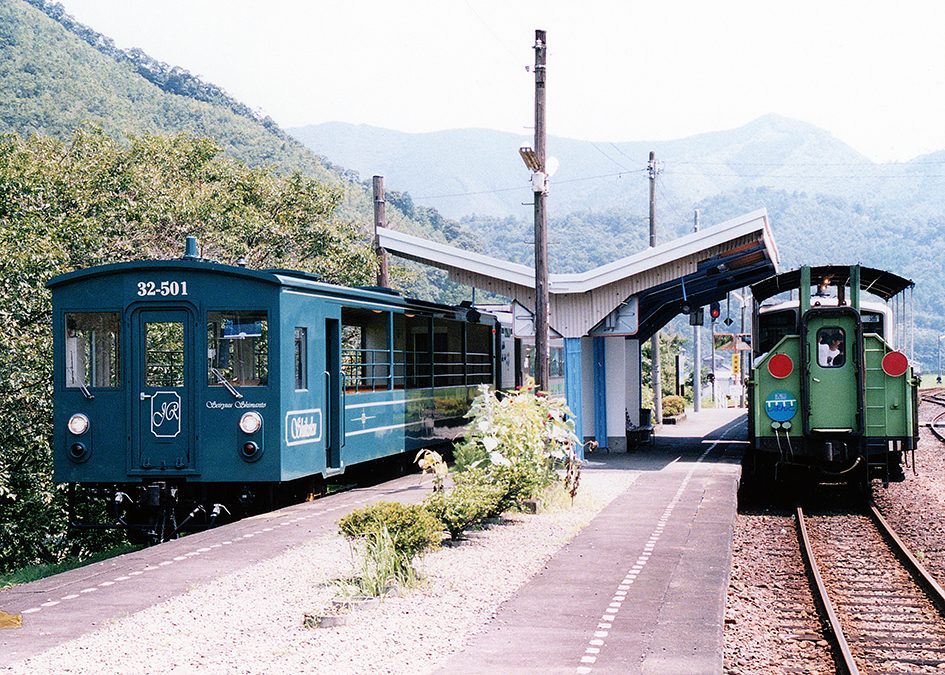
キクハ32 501+キハ185-20「清流しまんと51号」（左）とコトラ152462+キハ54「清流しまんと2号」（右）（1997年、江川崎駅）
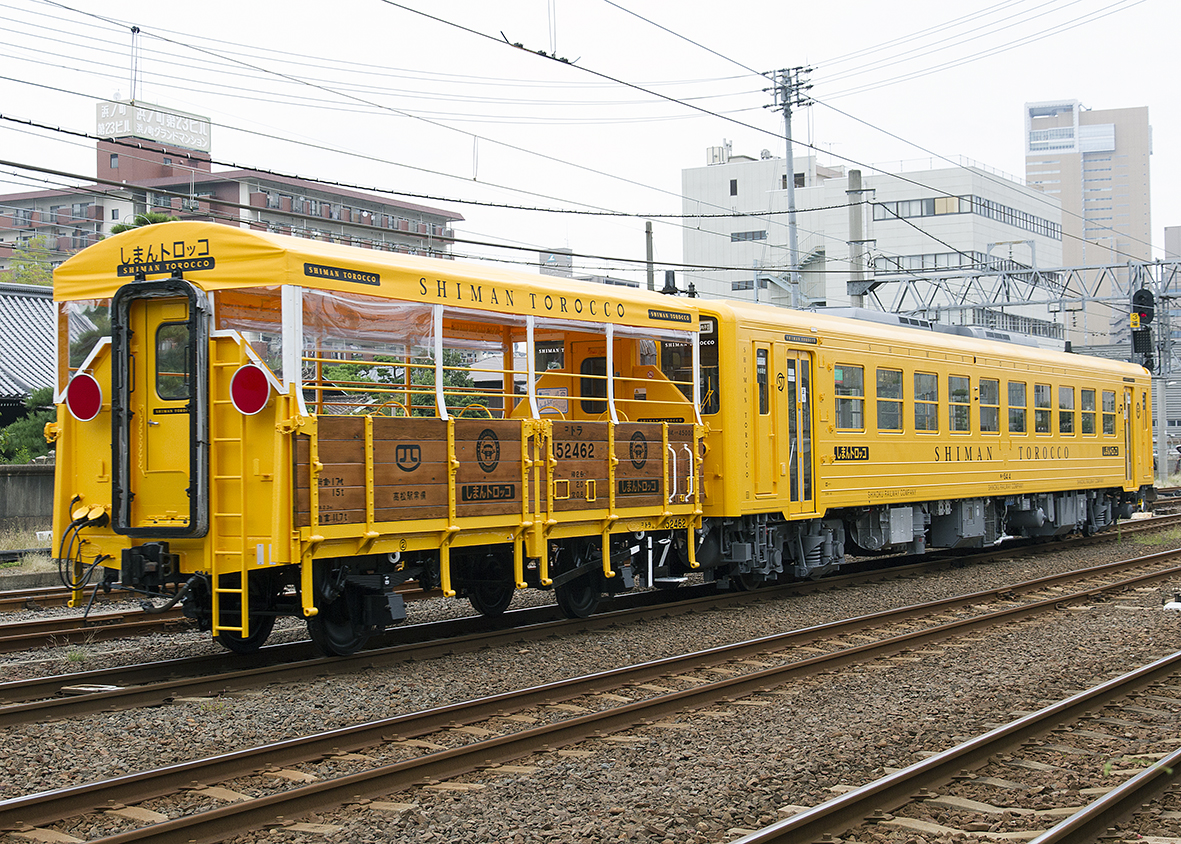
コトラ152462+キハ54 4「しまんトロッコ」

### ホビートレイン
海洋堂ホビートレイン
予土線では、利用促進を図るためホビートレインを企画し、運行している。2011年7月から、「海洋堂ホビー館四万十」の開業に合わせて、海洋堂のフィギュアを展示する「海洋堂ホビートレイン」の運行を開始した。当初は1年間ほどの運行予定であったが、期間が延長された。2013年7月にはSFをコンセプトとした2代目デザインにリニューアルされ、以後も定期運用されている。
2016年には沿線地域で「2016奥四万十博」と「えひめいやしの南予博2016」が開催されるのに合わせて四万十川に住む「かっぱの世界」をコンセプトとした3代目デザインの、「海洋堂ホビートレイン『かっぱうようよ号』」にリニューアルされ、7月から運行されている。
鉄道ホビートレイン
予土線の全線開通40周年および宇和島駅 - 近永駅間開通100周年に合わせ、0系新幹線をイメージした「鉄道ホビートレイン」を2014年3月15日から運行開始している。2017年3月にタカラトミーの鉄道玩具・プラレールとのコラボレーションを発表。2018年3月までの1年間の予定で、「鉄道ホビートレイン『プラレール号』」として車内でプラレールの展示を行っている。宇和島駅、窪川駅でもプラレールジオラマの展示を行っている。

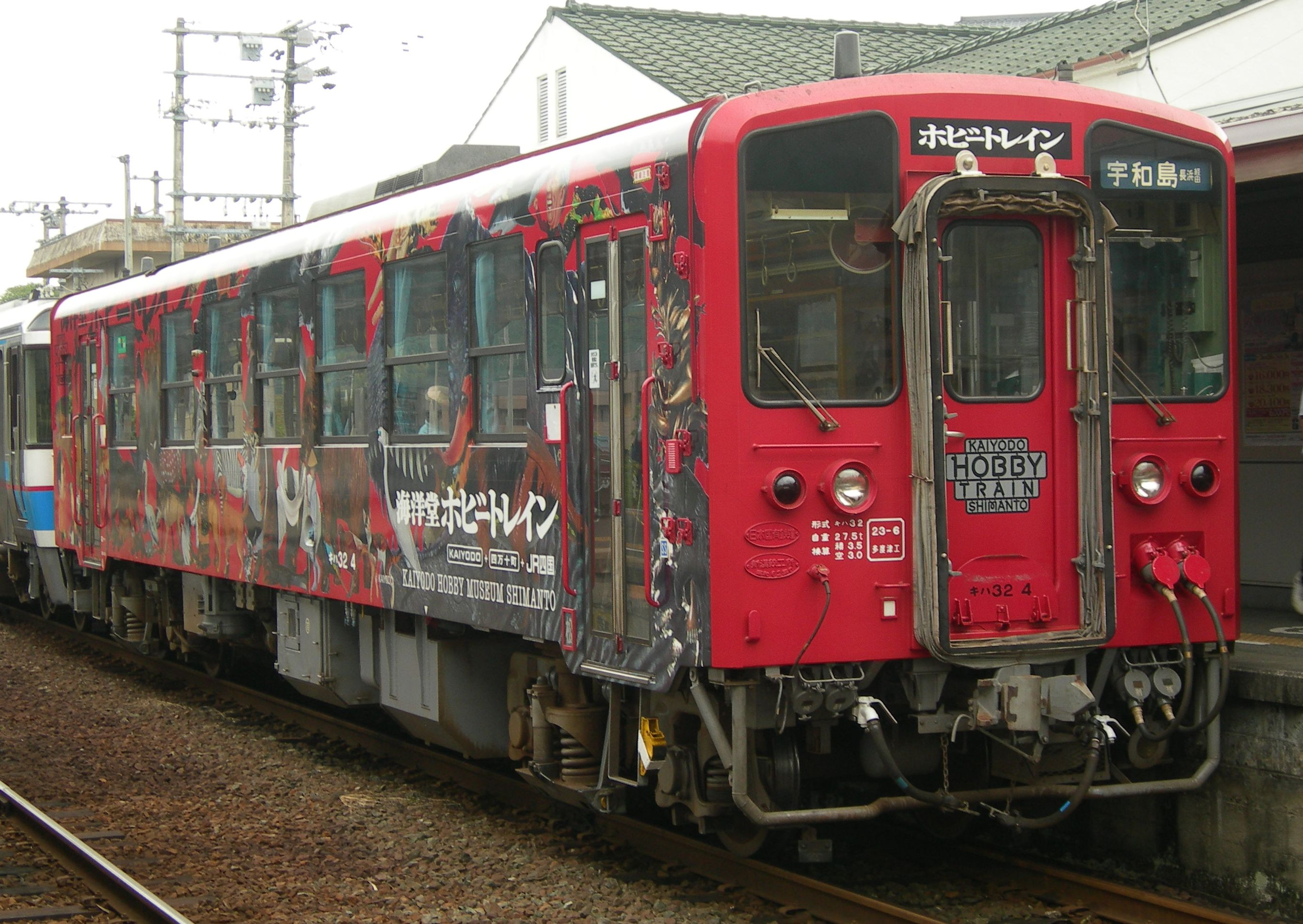
海洋堂ホビートレイン （初代デザイン。伊予大洲駅にて2011年9月7日撮影）
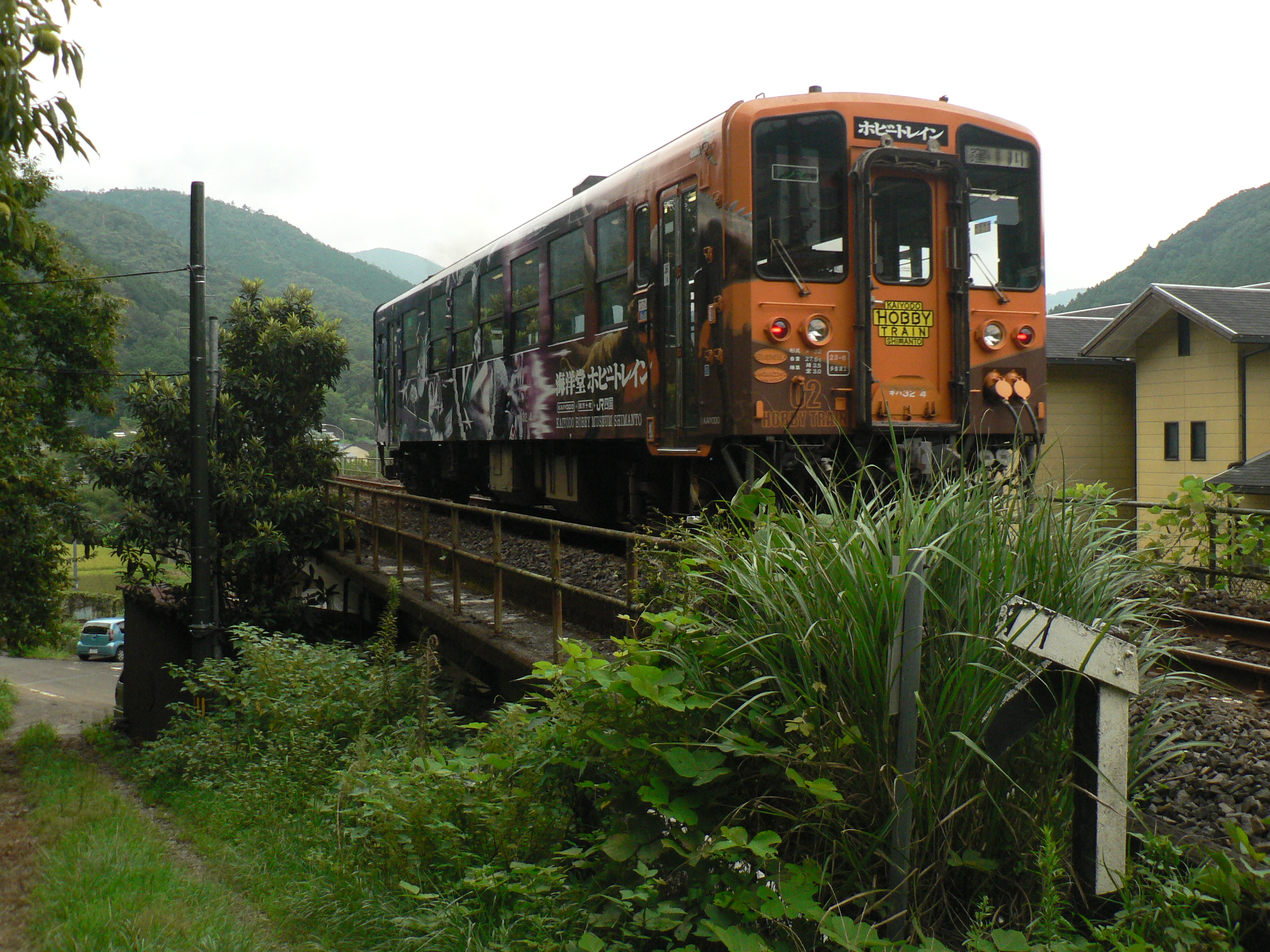
海洋堂ホビートレイン （2代目デザイン。十川駅 - 半家駅間にて2013年9月撮影）
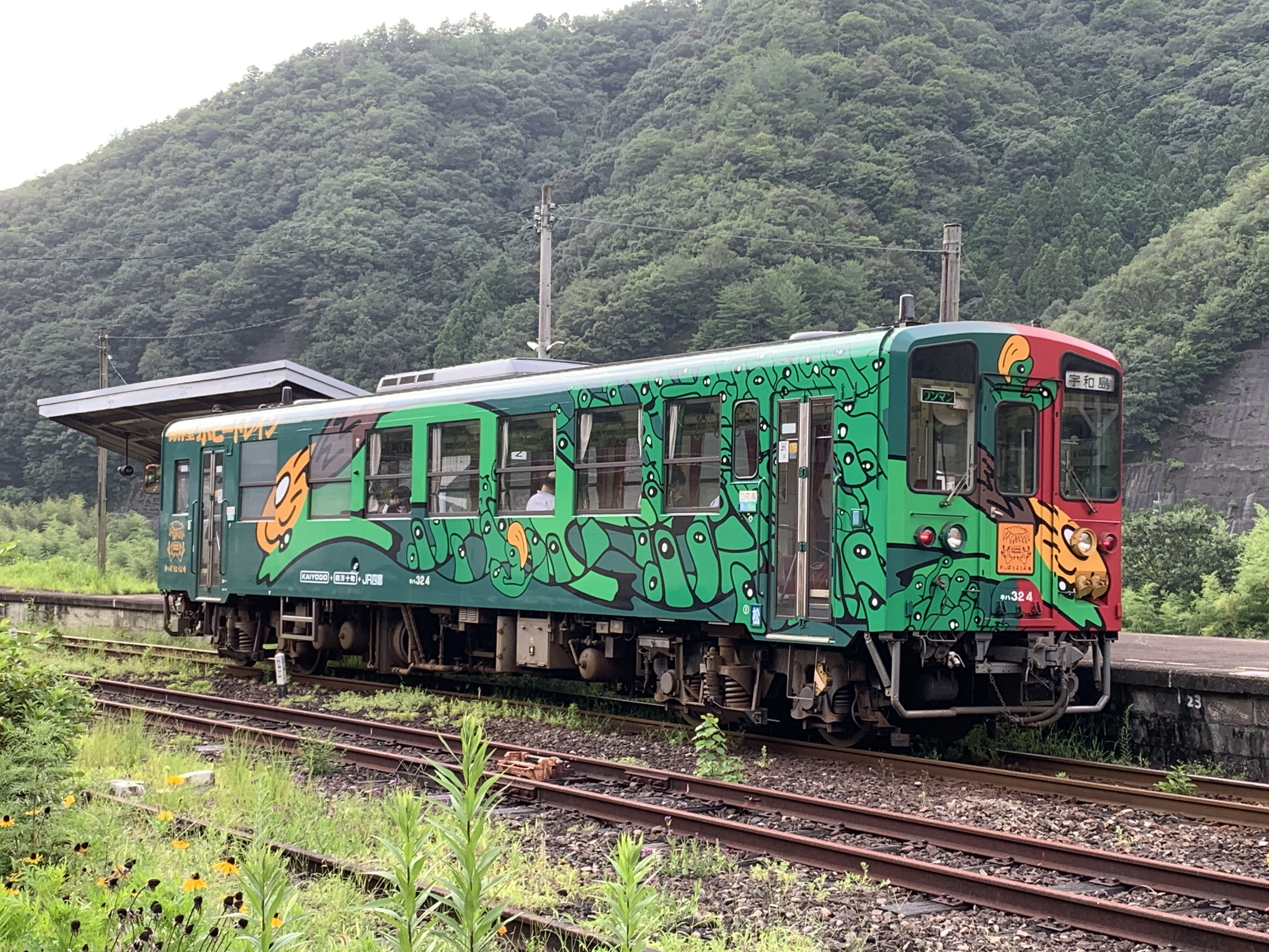
海洋堂ホビートレイン （3代目デザイン「かっぱうようよ号」。江川崎駅にて）
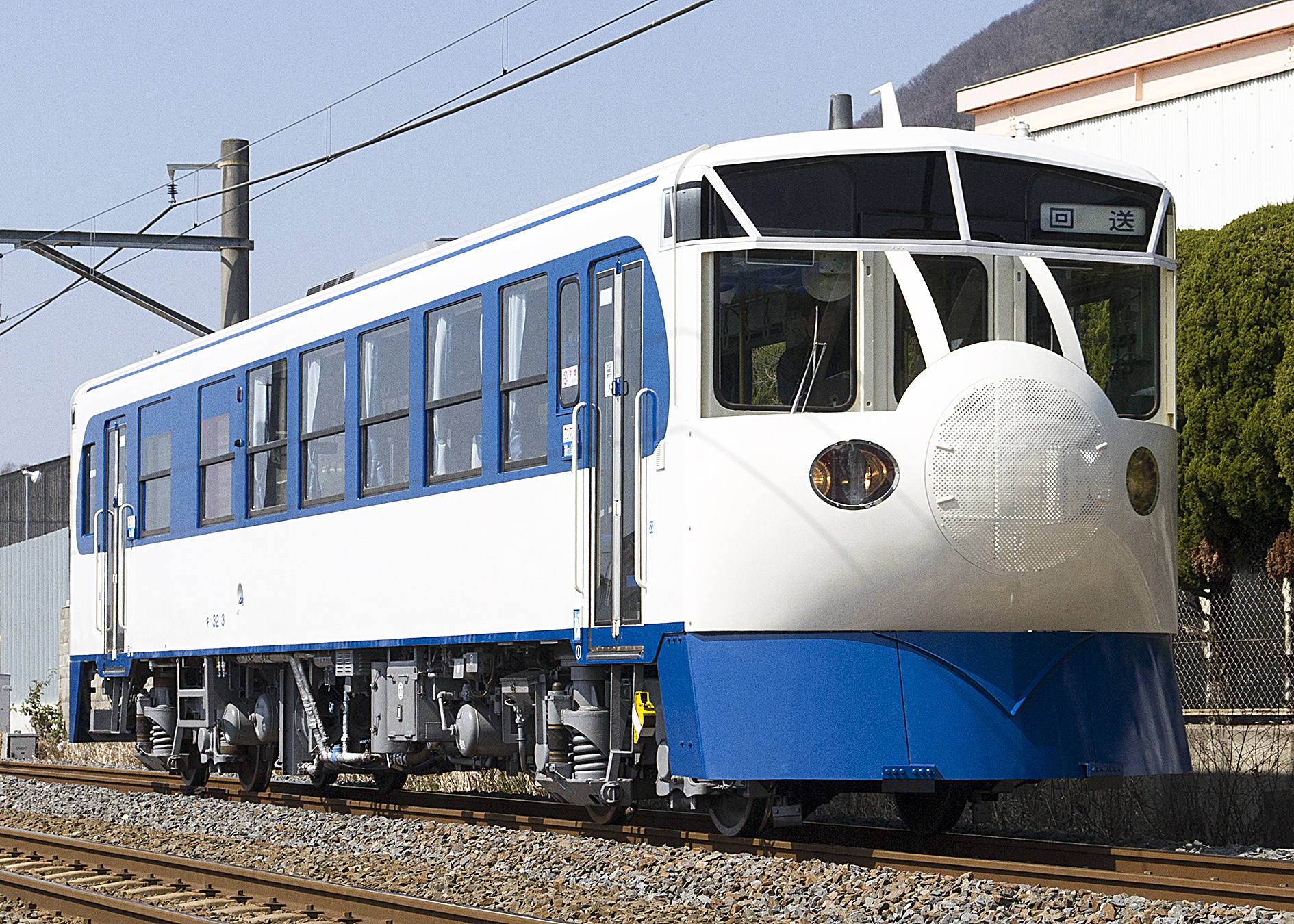
鉄道ホビートレイン （2014年3月撮影）

### ラッピングトレイン
鬼列車
2021年7月4日よりラッピング列車「鬼列車」が予土線および予讃線松山駅 - 宇和島駅間で運転されている。これは「愛媛県鉄道ネットワークあり方検討会」で検討された利用促進策で、予土線沿線の鬼北町が「鬼のまちづくり」を推進していることから、キハ32に同町のシンボル「鬼王丸」など鬼をテーマとしたラッピングを施し、同町および南予の魅力の発信を目的としている。車内ではARアプリを利用した鬼王丸の観光ガイドや記念写真撮影サービスを行っている。
海洋堂ホビートレイン「ウルトラトレイン号」
2021年7月22日から2022年5月22日まで、ラッピング列車「海洋堂ホビートレイン『ウルトラトレイン号』」が予土線で運転されていた。これは「高知県鉄道ネットワークあり方検討会」で検討された利用促進策で、海洋堂ホビー館四万十で開催されるウルトラマン55周年記念特別展および予土線のPRを目的として、キハ32に同展をテーマとしたラッピングが施されている。なお、ウルトラトレイン号運転期間中は、既存の海洋堂ホビートレインかっぱうようよ号は予土線に加え予讃線松山以南でも運転された。
しまんと開運列車 すまいるえきちゃん号
2022年1月29日よりラッピング列車「しまんと開運列車 すまいるえきちゃん号」が運転されている。これは四万十町で行われている「窪川ポップアートプロジェクト」とコラボレーションしたもので、キハ54形にアーティスト・SHETAがデザインしたラッキーセブンリーフやJR四国マスコット・すまいるえきちゃんなどのラッピングが施される。2月20日までは車内にこたつテーブルを設置し、土・日曜日に四万十交通の「しまんと開運バス」とタイアップした「しまんと開運街道日帰りツアー」で使用される。ツアー終了後はこたつを外し、予土線及び予讃線松山以南で普通列車として運転されている。

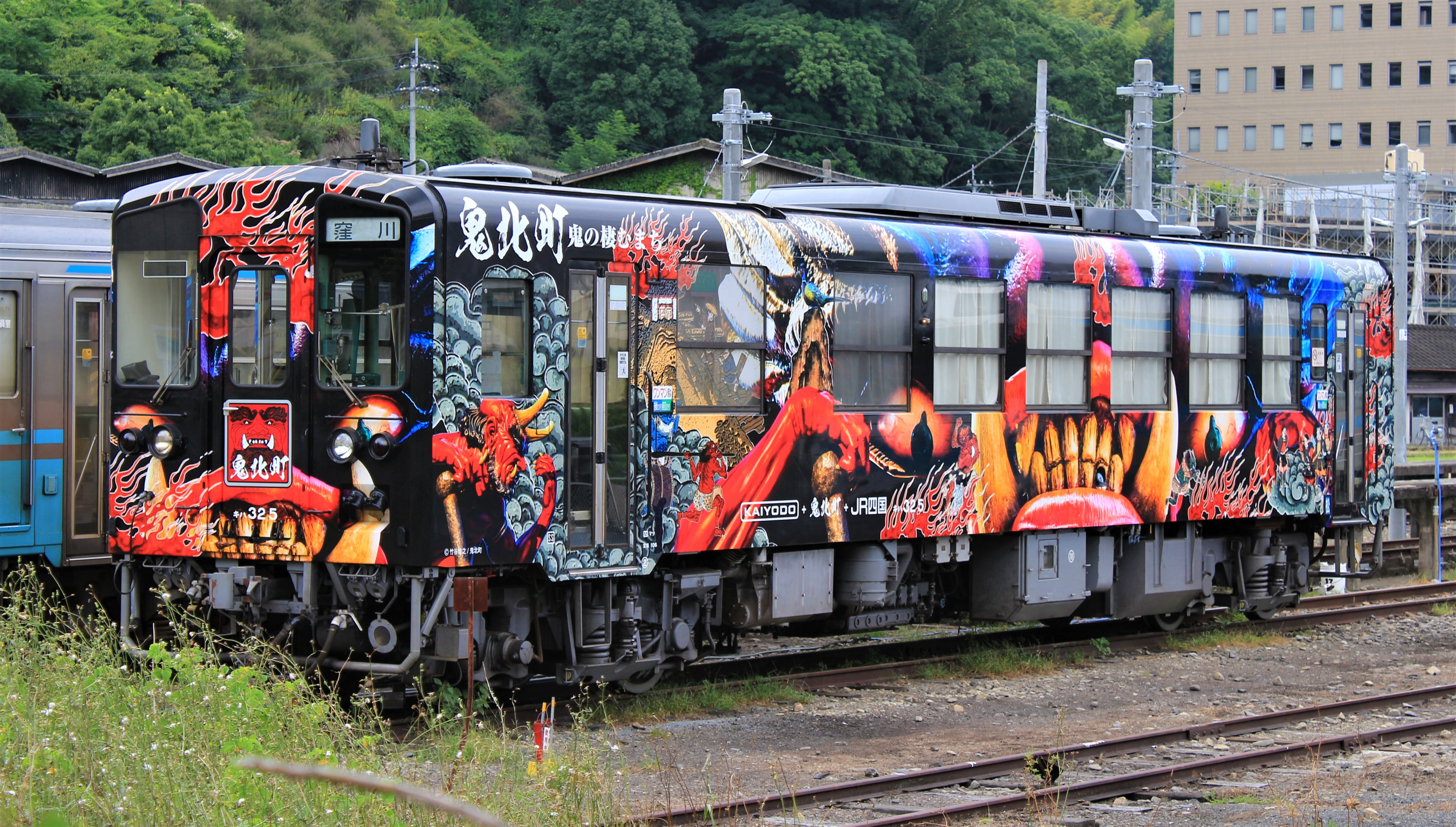
鬼列車 （宇和島運転区にて2021年8月8日撮影）
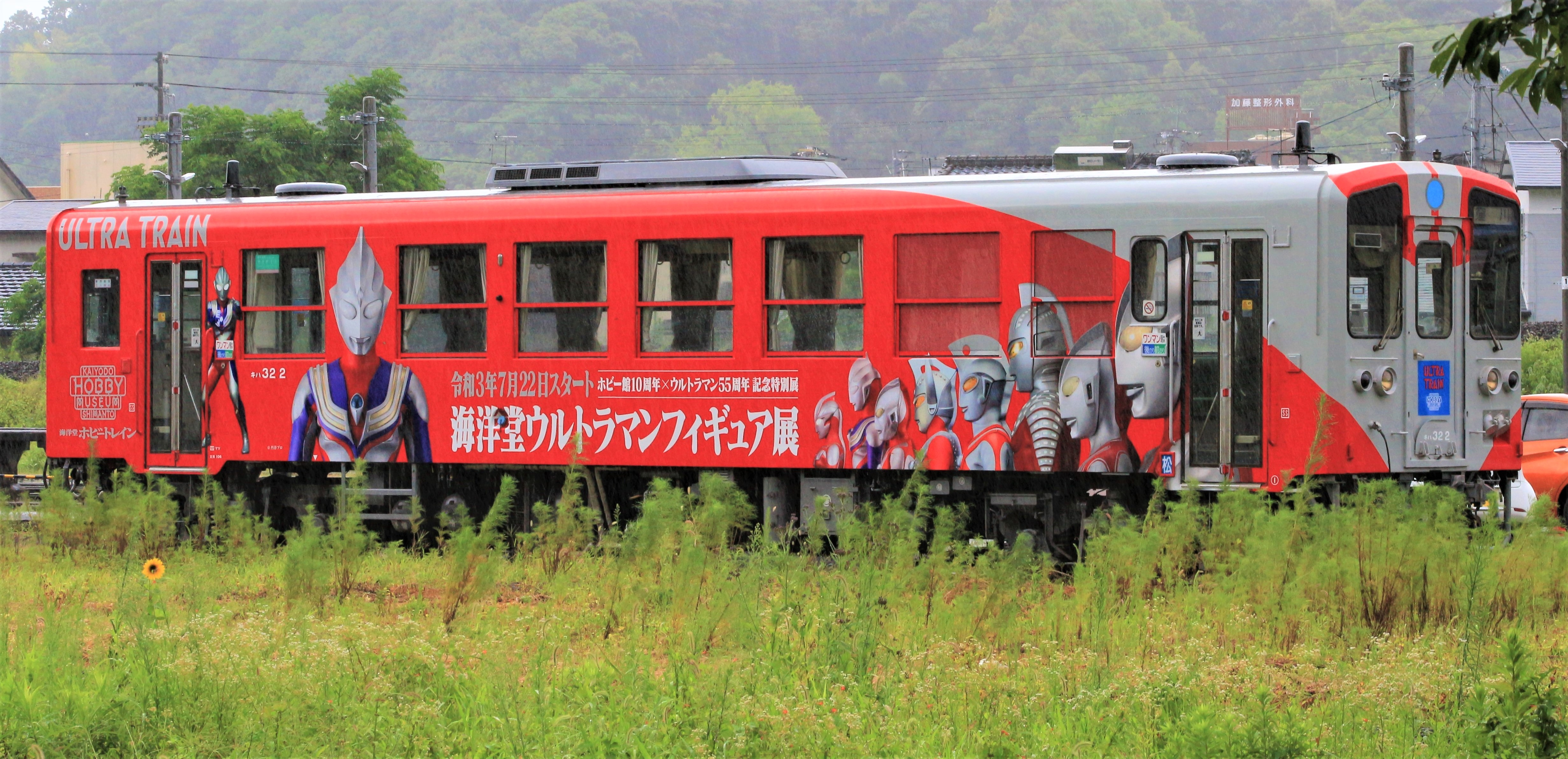
ウルトラトレイン号 （宇和島運転区にて2021年8月9日撮影）

### 臨時特急「I LOVE しまんと」

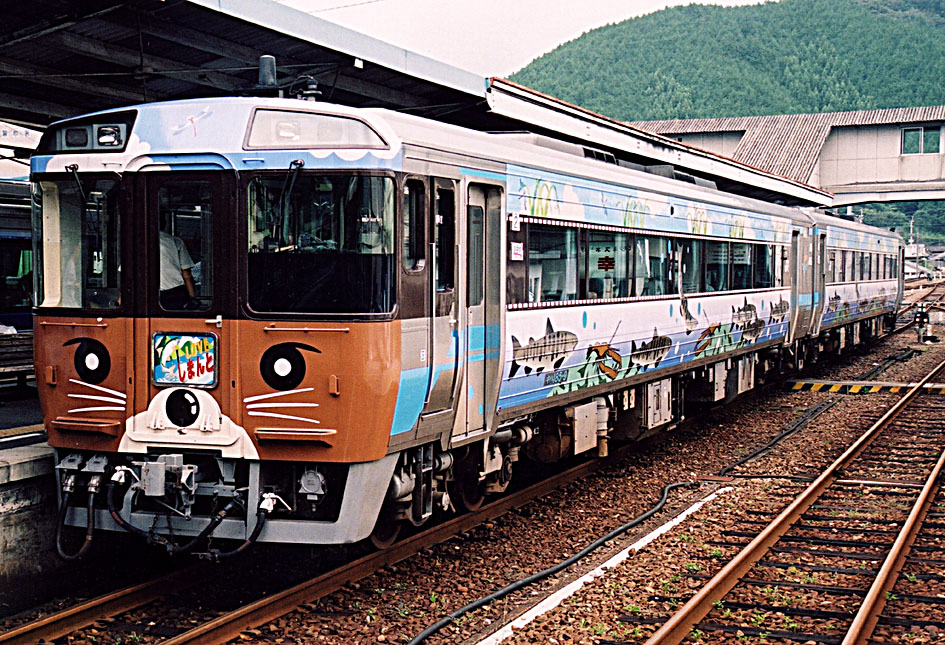
キハ185系臨時特急「I LOVE しまんと」（1997年、窪川駅）

1997年7月28日から8月18日の間、臨時列車ながら特急列車として「I LOVE しまんと」が高知駅 - 宇和島駅 - 松山駅間で運転された。2日間で1往復していた。同年9月以降の運転は高知駅 - 宇和島駅間1日1往復になり同年11月までの土曜・日曜・祝日と、1998年、1999年は7月 - 9月の土曜・日曜・祝日（夏休み期間は毎日）の間運行された。土佐くろしお鉄道内の特急料金・指定席料金は収受されなかった。
運行時の状況
宇和島駅 - 江川崎駅間は路盤、線形が非常に悪く同線を走行するトロッコ列車並みの低速、さらに、松山駅 - 宇和島駅間、窪川駅 - 高知駅間は臨時列車のため行き違い、運転停車の連続で、松山駅 - 高知駅間は5時間以上、宇和島駅 - 高知駅間約154kmを3時間以上かけて走行していた。
使用車両
キハ185系2両（キハ185-1016+キハ185-9）。公募で選ばれたデザインの専用車両で運行された。前面にはかわうその顔が描かれており、側面はもとより車内天井、床面までペイントが施されていた。
なお、宇和島寄り1号車が禁煙指定席（12席が自由席）、高知寄り2号車が一般自由席であった。
停車駅
高知駅 - 松山駅間の運転では次の駅に停車していた。
高知駅 - 佐川駅 - 須崎駅 - 土佐久礼駅 - 窪川駅 - 土佐大正駅 - 十川駅 - 江川崎駅 - 松丸駅 - 近永駅 - 宇和島駅 - 卯之町駅 - 八幡浜駅 - 伊予大洲駅 - 内子駅 - 伊予市駅 - 松山駅
高知駅 - 宇和島駅間の運転では次の駅に停車していた。
高知駅 - 佐川駅 - 須崎駅 - 土佐久礼駅 - 窪川駅 - 土佐大正駅 - 土佐昭和駅（1999年のみ） - 十川駅 - 江川崎駅 - 松丸駅 - 近永駅 - 伊予宮野下駅（1998年から） - 宇和島駅

### 伊予灘ものがたり
2021年12月5日に『伊予灘ものがたり 南予きずな旅』「いやし編」の「いやし編」が催行され、観光列車「伊予灘ものがたり」が初めて予土線（宇和島駅 - 松丸駅 - 宇和島駅）で運行された。

### 新聞輸送
朝の列車で県紙朝刊の輸送を行っている（2007年5月時点）。下り4833Dが『高知新聞』を、上り4832Dが『愛媛新聞』を数十部積み、共に江川崎駅で業者に引き渡している。

## 予土線3兄弟、Yodosen Fun Fun Trains

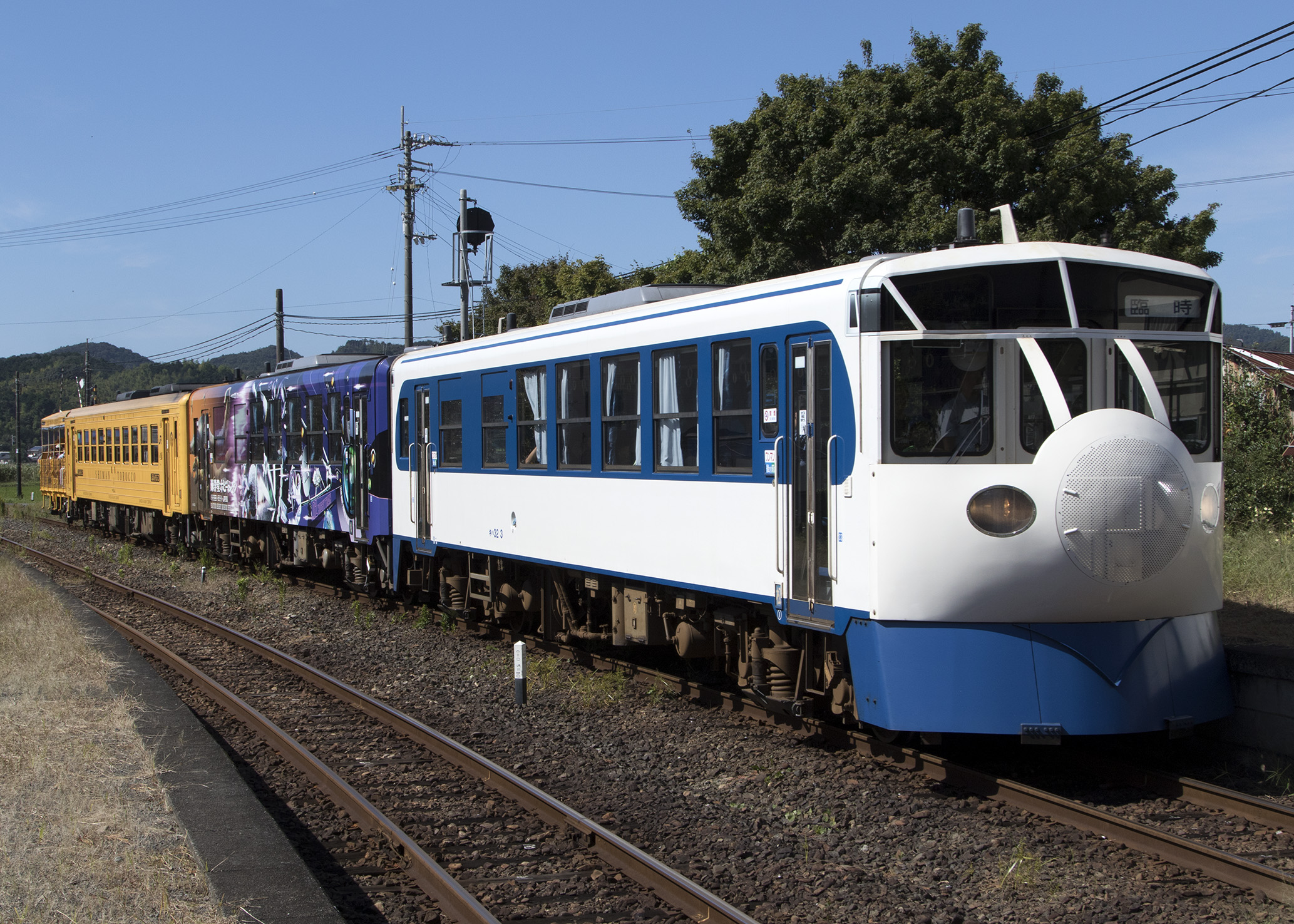
「予土線3兄弟 2015秋の遠足号」（2015年10月3日、伊予宮野下駅）

2014年2月にJR四国が「鉄道ホビートレイン」を同年3月15日から運行を開始することに伴い、「しまんトロッコ」と「海洋堂ホビートレイン」とともに観光列車のユニットとして「予土線3兄弟」と名付けた。長男を「しまんトロッコ」、次男を「海洋堂ホビートレイン」、三男を「鉄道ホビートレイン」とし、同時にロゴマークを発表した。通称は「YODO LINE BROTHERS」である。2015年3月7日にデビュー1周年記念として、宇和島運転区機関庫前に展示した。また2014年10月に、宇和島駅 - 近永駅間開業100周年記念として予土線3兄弟を連結したイベント列車「なかよし3兄弟 はじめての遠足号」を運転。翌年以降も「予土線3兄弟 2015秋の遠足号」（2015年10月）、「奥四万十クリスマス号」（2016年12月）、予土線全線開通45周年記念「幸せのもちまき号」（2019年11月）など予土線3兄弟連結のイベント列車を運転している。
2021年7月には、予土線3兄弟に加えて、「鬼列車」「ウルトラトレイン号」が登場したことから、これらのラッピング列車をまとめて「Yodosen Fun Fun Trains」と命名した。同年10月9日・10日には「予土線 Fun Fun 祭り」というイベントが初めて開催され、予土線の全列車を「Yodosen Fun Fun Trains」と予讃線のラッピング列車「おさんぽなんよ号」で運行した。

## 収支と利用促進策輸送
北宇和島駅 - 若井駅間の輸送密度は2022年度で220人と低迷したままで、赤字路線であり、営業係数（100円の収入を得るために必要な費用）は2021年度で1,761円とJR四国各路線でも最低である。このため沿線自治体は路線存続に危機感を抱いており、両県にそれぞれあったに利用促進対策協議会を統合して「予土線利用促進対策協議会」を2023年10月27日に設立した。
愛媛県側の協議会は2018年10月から、予土線応援企画として「YODOSENサポーター」の募集をしている。

## 歴史
予土線は、私鉄の宇和島鉄道によって開業した軌間762mmの軽便鉄道が始まりである。宇和島鉄道発起人の今西幹一郎はかつて宇和島-吉野生村間の鉄道計画に参画していたが不況により実現しなかった。1910年ころ伊予鉄道の井上要に宇和島地方の交通事情の話をしたところ、井上より鉄道計画の再考を助言されたため有志を募り宇和島鉄道を出願。1911年に免許状が下付された。株式の申込も東京方面の実業家から得ることができたが今西、井上などの役員が去るなど社内の混乱もあり1914年になって開通した。
1933年（昭和8年）に国有化された。この時点では宇和島駅から吉野生駅までの路線で宇和島線と称しており、また他の国鉄路線と接続のない孤立路線であったが、1941年（昭和16年）に、後に予讃線となる宇和島駅 - 卯之町駅間が開業し、これに合わせて1,067mm軌間への改軌と起点付近の線路の付け替え工事を実施し、北宇和島駅が起点となった。
第二次世界大戦後に愛媛県（伊予）と高知駅（土佐）を結ぶことを目的に2回にわたる延長が実施され、1974年（昭和49年）の全線開通に合わせて旧国名の頭文字をとって予土線とした（江川崎駅 - 窪川駅間は日本鉄道建設公団による工事線で、建設当時「窪江線」と呼ばれていた）。愛媛駅と高知駅を結ぶ鉄道はこのほか松山 - 佐川間や宇和島 - 宿毛 - 中村 - 窪川間などが計画されていたが、実現したのは予土線だけである。
国鉄末期の特定地方交通線の廃止に際しては、輸送量では存続基準を満たしていなかったが、並行道路の未整備を理由に存続した。しかしこれに関しては、窪川町で当時計画されていた窪川原子力発電所と絡んだ政治決着であるとの指摘もある。

### 年表
- 1896年（明治29年）1月：宇和島鉄道に対し仮免状下付（宇和島-吉野生村間）[47]。
- 1897年（明治30年）
  - 4月21日：免許状下付[48]。
  - 4月：宇和島鉄道株式会社設立[49]。
- 1905年（明治38年）4月15日：会社解散決議[50]。
- 1911年（明治44年）
  - 3月27日：宇和島鉄道に対し鉄道免許状下付（八幡-旭間）[51]。
  - 9月：宇和島軽便鉄道株式会社設立（取締役井上角五郎）[52]。
- 1914年（大正3年）10月18日：宇和島鉄道により宇和島駅 - 近永駅間が開業[53]。蒸気動力。
- 1916年（大正5年）12月1日：宇和島駅移転、下村駅開業[54]。
- 1923年（大正12年）12月12日：近永駅 - 吉野駅（現在の吉野生駅）間が開業[55]。
- 1931年（昭和6年）3月26日：宇和島鉄道、ガソリン動力併用認可を受ける。同年中に気動車（ガソリンカー）を1両のみ導入。
- 1933年（昭和8年）8月1日：宇和島鉄道が国有化され宇和島線となる。宮野下駅を伊予宮野下駅に、中野駅を二名駅に改称、吉野駅を広見川対岸に移転し吉野生駅に改称[56]。機関車6両、ガソリンカー1両、客車11両、貨車42両を引き継ぐ[57]。
- 1941年（昭和16年）7月2日：全線を1067mm軌間に改軌。宇和島駅 - 高串駅間の旧線を廃止し、北宇和島駅 - 務田駅間の新線が開業。宇和島駅 - 北宇和島駅 - 卯之町駅間の開業に伴い北宇和島駅が起点となる。下村駅、高串駅、光満駅廃止[58]。
- 1945年（昭和20年）6月20日：宇和島駅 - 北宇和島駅 - 卯之町駅間を予讃本線（現在の予讃線）として分離[59]。
- 1953年（昭和28年）3月26日：吉野生駅 - 江川崎駅間が開業。
- 1960年（昭和35年）
  - 2月1日：キハ02形レールバスを投入[60]。
  - 10月1日：真土駅開業。
- 1964年（昭和39年）4月1日：キハ02形レールバスの運行を取り止め、気動車に置き換え[61]。
- 1974年（昭和49年）
  - 3月1日：江川崎駅 - 若井駅間が開業し全通[62]。予土線と改称[63]。
  - 9月：CTC化。
  - 10月1日：貨物営業廃止。
- 1976年（昭和51年）
  - 6月23日：築堤崩壊により土佐大正駅 - 打井川駅間が不通となる[64]。
  - 6月25日：北宇和島駅 - 務田駅にある椿谷橋梁に落石が当たって損傷し、伊予宮野下駅 - 江川崎駅間で折り返し運転となる[64]。
  - 8月8日：折り返し運転区間の検査期限切れのため、全線でバス代行となる[64]。
  - 9月24日：全線で運転を再開する[64]。
- 1980年（昭和55年）11月：国鉄再建法成立。予土線沿線9自治体が「国鉄予土線存続期成同盟」を結成。
- 1981年（昭和56年）3月：国鉄再建法施行令が発出され廃止候補路線が選定されたが、予土線は代替輸送道路の未整備を理由に廃止対象路線から除外される[65]。
- 1986年（昭和61年）11月1日：宇和島発最終列車を21時台[66]から22時台に繰り下げ[67]。
- 1987年（昭和62年）4月1日：国鉄分割民営化により四国旅客鉄道に承継。
- 1988年（昭和63年）4月10日：ワンマン運転開始[68]。
- 1997年（平成9年）7月27日：愛称「しまんとグリーンライン」を使用開始[2][69]。

2010年（平成22年）3月13日：宇和島発22時台の最終を近永止まりに短縮。
- 2016年（平成28年）3月26日：十川駅の列車交換設備の使用を廃止。上り始発の江川崎発6時台の窪川行きを廃止し[注 4]、下り最終列車の窪川発20時台の宇和島行きを江川崎発21時台の区間運転列車に変更[注 5]。
- 2018年（平成30年）
  - 3月17日：江川崎発下り最終列車を21時台[71]から20時台に繰り上げ[72]。宇和島発上り最終列車を22時台[71]から21時台に繰り上げ[72]。
  - 7月8日：平成30年7月豪雨で土砂流入が発生し、全線で不通となる[73]。
  - 8月10日：全線で運転を再開する[74]。
- 2020年（令和2年）3月14日：ダイヤ改正により、江川崎駅 - 窪川駅間が1往復削減され、5往復となる[75]。
- 2021年（令和3年）3月13日：ダイヤ改正により、江川崎駅 - 窪川駅間が1往復削減され、4往復となる[76]。

## 駅一覧
便宜上、末端部の全列車が直通する窪川駅および宇和島駅も含めた区間を記載する。
- 累計営業キロは若井駅からのもの。
- 予土線の定期列車は全列車普通列車（すべての駅に停車）
- 線路（全線単線） … ◇・∧：列車交換可、｜：列車交換不可

| 会社名           | 路線名 | 駅番号   | 駅名         | 営業キロ | 営業キロ | 接続路線・備考                             | 線路 | 所在地 | 所在地          | 所在地          |
| 会社名           | 路線名 | 駅番号   | 駅名         | 駅間     | 累計     | 接続路線・備考                             | 線路 | 所在地 | 所在地          | 所在地          |
| ---------------- | ------ | -------- | ------------ | -------- | -------- | ------------------------------------------ | ---- | ------ | --------------- | --------------- |
| 土佐くろしお鉄道 | 中村線 | TK26     | 窪川駅       | -        | 4.4      | 四国旅客鉄道：●K 土讃線（K26）             | ◇    | 高知県 | 高岡郡 四万十町 | 高岡郡 四万十町 |
| 土佐くろしお鉄道 | 中村線 | TK27     | 若井駅       | 4.4      | 0.0      | 土佐くろしお鉄道：●TK 中村線（中村方面）   | ｜   | 高知県 | 高岡郡 四万十町 | 高岡郡 四万十町 |
| 四国旅客鉄道     | 予土線 | G27      | 若井駅       | 4.4      | 0.0      | 土佐くろしお鉄道：●TK 中村線（中村方面）   | ｜   | 高知県 | 高岡郡 四万十町 | 高岡郡 四万十町 |
| 四国旅客鉄道     | 予土線 |          | 川奥信号場   | -        | 3.6      | （中村線と予土線の実際の分岐点）           | ◇    | 高知県 | 幡多郡 黒潮町   | 幡多郡 黒潮町   |
| 四国旅客鉄道     | 予土線 | G28      | 家地川駅     | 5.8      | 5.8      |                                            | ｜   | 高知県 | 高岡郡 四万十町 | 高岡郡 四万十町 |
| 四国旅客鉄道     | 予土線 | G29      | 打井川駅     | 4.9      | 10.7     |                                            | ｜   | 高知県 | 高岡郡 四万十町 | 高岡郡 四万十町 |
| 四国旅客鉄道     | 予土線 | G30      | 土佐大正駅   | 6.9      | 17.6     |                                            | ◇    | 高知県 | 高岡郡 四万十町 | 高岡郡 四万十町 |
| 四国旅客鉄道     | 予土線 | G31      | 土佐昭和駅   | 8.9      | 26.5     |                                            | ｜   | 高知県 | 高岡郡 四万十町 | 高岡郡 四万十町 |
| 四国旅客鉄道     | 予土線 | G32      | 十川駅       | 4.5      | 31.0     |                                            | ｜   | 高知県 | 高岡郡 四万十町 | 高岡郡 四万十町 |
| 四国旅客鉄道     | 予土線 | G33      | 半家駅       | 7.9      | 38.9     |                                            | ｜   | 高知県 | 四万十市        | 四万十市        |
| 四国旅客鉄道     | 予土線 | G34      | 江川崎駅     | 3.8      | 42.7     |                                            | ◇    | 高知県 | 四万十市        | 四万十市        |
| 四国旅客鉄道     | 予土線 | G35      | 西ケ方駅     | 2.7      | 45.4     |                                            | ｜   | 高知県 | 四万十市        | 四万十市        |
| 四国旅客鉄道     | 予土線 | G36      | 真土駅       | 5.9      | 51.3     |                                            | ｜   | 愛媛県 | 北宇和郡        | 松野町          |
| 四国旅客鉄道     | 予土線 | G37      | 吉野生駅     | 1.7      | 53.0     |                                            | ◇    | 愛媛県 | 北宇和郡        | 松野町          |
| 四国旅客鉄道     | 予土線 | G38      | 松丸駅       | 2.3      | 55.3     |                                            | ｜   | 愛媛県 | 北宇和郡        | 松野町          |
| 四国旅客鉄道     | 予土線 | G39      | 出目駅       | 3.5      | 58.8     |                                            | ｜   | 愛媛県 | 北宇和郡        | 鬼北町          |
| 四国旅客鉄道     | 予土線 | G40      | 近永駅       | 1.6      | 60.4     |                                            | ◇    | 愛媛県 | 北宇和郡        | 鬼北町          |
| 四国旅客鉄道     | 予土線 | G41      | 深田駅       | 2.1      | 62.5     |                                            | ｜   | 愛媛県 | 北宇和郡        | 鬼北町          |
| 四国旅客鉄道     | 予土線 | G42      | 大内駅       | 2.9      | 65.4     |                                            | ｜   | 愛媛県 | 宇和島市        | 宇和島市        |
| 四国旅客鉄道     | 予土線 | G43      | 二名駅       | 1.5      | 66.9     |                                            | ｜   | 愛媛県 | 宇和島市        | 宇和島市        |
| 四国旅客鉄道     | 予土線 | G44      | 伊予宮野下駅 | 2.2      | 69.1     |                                            | ◇    | 愛媛県 | 宇和島市        | 宇和島市        |
| 四国旅客鉄道     | 予土線 | G45      | 務田駅       | 0.9      | 70.0     |                                            | ｜   | 愛媛県 | 宇和島市        | 宇和島市        |
| 四国旅客鉄道     | 予土線 | G46      | 北宇和島駅   | 6.3      | 76.3     | 四国旅客鉄道：●U 予讃線（U27）（松山方面） | ◇    | 愛媛県 | 宇和島市        | 宇和島市        |
| 四国旅客鉄道     | 予讃線 | G46      | 北宇和島駅   | 6.3      | 76.3     | 四国旅客鉄道：●U 予讃線（U27）（松山方面） | ◇    | 愛媛県 | 宇和島市        | 宇和島市        |
| 四国旅客鉄道     | G47    | 宇和島駅 | 1.5          | 77.8     |          | ∧                                          |      | 愛媛県 | 宇和島市        | 宇和島市        |

予土線内は起点駅・終点駅・他路線と接続する駅を含めて係員が常駐している駅が皆無であり、実質は全駅が無人駅である（一部の駅が簡易委託駅となっている程度）。そのため、みどりの窓口が設置されている駅も皆無である。ただし、両端の駅から全列車が直通している窪川駅と宇和島駅にはみどりの窓口が設置されている。

### 廃止区間
1941年7月2日の経路変更により廃止された旧線。
宇和島駅 - 下村駅 - 高串駅